# فلوويلا (تكساس)
فلوويلا (بالإنجليزية: Flowella CDP, Texas)‏ هي منطقة سكنية تقع بولاية تكساس في الولايات المتحدة. تبلغ مساحتها 2.6 كم2، وترتفع عن سطح البحر 29 م، بلغ عدد سكانها 118 نسمة في عام 2010 حسب إحصاء مكتب تعداد الولايات المتحدة وتصل الكثافة السكانية فيها 45.4 نسمة لكل كيلومتر مربع (117.6/ميل2).

## التركيبة السكانية
حدّد مكتب تعداد الولايات المتحدة بيانات التركيبة السكانية لفلوويلا في تعداد الولايات المتحدة. في ما يلي، التركيبة السكانية حسب تعدادي 2000 و2010.

### تعداد عام 2000
بلغ عدد سكان فلوويلا 134 نسمة بحسب تعداد عام 2000، وبلغ عدد الأسر 46 أسرة وعدد العائلات 35 عائلة مقيمة في المنطقة السكنية. في حين سجلت الكثافة السكانية 51.5 نسمة لكل كيلومتر مربع (133.4/ميل2). وبلغ عدد الوحدات السكنية 56 وحدة بمتوسط كثافة قدره 21.5 لكل كيلومتر مربع (55.7/ميل2).
وتوزع التركيب العرقي للمنطقة السكنية بنسبة 55.97% من البيض و43.28% من الأعراق الأخرى و0.75% من عرقين مختلطين أو أكثر و97.01% من الهسبانيون أو اللاتينيون من أي عرق.
بلغ عدد الأسر 46 أسرة كانت نسبة 41.3% منها لديها أطفال تحت سن الثامنة عشر تعيش معهم، وبلغت نسبة الأزواج القاطنين مع بعضهم البعض 47.8% من أصل المجموع الكلي للأسر، ونسبة 15.2% من الأسر كان لديها معيلات من الإناث دون وجود شريك،  بينما كانت نسبة 13% من الأسر لديها معيلون من الذكور دون وجود شريكة وكانت نسبة 23.9% من غير العائلات. تألفت نسبة 23.9% من أصل جميع الأسر من عدة أفراد يعيشون في نفس المنزل ونسبة 10.9% كانت تتألف من شخص يعيش بمفرده يبلغ من العمر 65 عاماً أو أكثر. وبلغ متوسط حجم الأسرة المعيشية 2.91، أما متوسط حجم العائلات فبلغ 3.31.
بلغ العمر الوسطي للسكان 38.2 عاماً. وكانت نسبة 25.4% من القاطنين تحت سن الثامنة عشر، وكانت نسبة 7.5% بين الثامنة عشر والرابعة والعشرين عاماً، ونسبة 28.4% كانت واقعةً في الفئة العمرية ما بين الخامسة والعشرين والرابعة والأربعين عاماً، ونسبة 20.9% كانت ما بين الخامسة والأربعين والرابعة والستين، ونسبة 17.9% كانت ضمن فئة الخامسة والستين عاماً فما فوق. يوجد لكل 100 أنثى 119.7 ذكر، ويوجد لكل 100 أنثى في الثامنة عشر من عمرها فما فوق 117.4 ذكر.
بلغ متوسط دخل الأسرة في المنطقة السكنية 11,250 دولارًا، أما متوسط دخل العائلة فبلغ 12,404 دولارًا. وكان متوسط دخل الذكور 13,750 دولارًا مقابل 9,844 دولارًا للإناث. وسجل دخل الفرد الخاص بالمنطقة السكنية 5,560 دولارًا. وكانت نسبة 50.9% من العائلات ونسبة 37.9% من السكان تحت خط الفقر، وكان من هؤلاء نسبة 32.8% تحت سن الثامنة عشر ونسبة 53.1% في الخامسة والستين من العمر وما فوق.

### تعداد عام 2010
بلغ عدد سكان فلوويلا 118 نسمة بحسب تعداد عام 2010، وبلغ عدد الأسر 47 أسرة وعدد العائلات 29 عائلة مقيمة في المنطقة السكنية. في حين سجلت الكثافة السكانية 45.4 نسمة لكل كيلومتر مربع (117.6/ميل2). وبلغ عدد الوحدات السكنية 54 وحدة بمتوسط كثافة قدره 20.8 لكل كيلومتر مربع (53.9/ميل2).
وتوزع التركيب العرقي للمنطقة السكنية بنسبة 82.20% من البيض و17.80% من الأعراق الأخرى و94.92% من الهسبانيون أو اللاتينيون من أي عرق.
بلغ عدد الأسر 47 أسرة كانت نسبة 27.7% منها لديها أطفال تحت سن الثامنة عشر تعيش معهم، وبلغت نسبة الأزواج القاطنين مع بعضهم البعض 40.4% من أصل المجموع الكلي للأسر، ونسبة 17% من الأسر كان لديها معيلات من الإناث دون وجود شريك،  بينما كانت نسبة 4.3% من الأسر لديها معيلون من الذكور دون وجود شريكة وكانت نسبة 38.3% من غير العائلات. تألفت نسبة 34% من أصل جميع الأسر من عدة أفراد يعيشون في نفس المنزل ونسبة 12.8% كانت تتألف من شخص يعيش بمفرده يبلغ من العمر 65 عاماً أو أكثر. وبلغ متوسط حجم الأسرة المعيشية 2.51، أما متوسط حجم العائلات فبلغ 3.38.
بلغ العمر الوسطي للسكان 36.3 عاماً. وكانت نسبة 28% من القاطنين تحت سن الثامنة عشر، وكانت نسبة 10.2% بين الثامنة عشر والرابعة والعشرين عاماً، ونسبة 19.5% كانت واقعةً في الفئة العمرية ما بين الخامسة والعشرين والرابعة والأربعين عاماً، ونسبة 29.7% كانت ما بين الخامسة والأربعين والرابعة والستين، ونسبة 12.7% كانت ضمن فئة الخامسة والستين عاماً فما فوق. وتوزع التركيب الجنسي للسكان بنسبة 54.2% ذكور و45.8% إناث.